# Olympische Winterspiele 2006/Teilnehmer (Indien)
| Gelbes Symbol für Goldmedaillen mit stilisierten Olympischen Ringen | Graues Symbol für Silbermedaillen mit stilisierten Olympischen Ringen | Braundes Symbol für Bronzemedaillen mit stilisierten Olympischen Ringen |
| ------------------------------------------------------------------- | --------------------------------------------------------------------- | ----------------------------------------------------------------------- |
| —                                                                   | —                                                                     | —                                                                       |

Indien nahm an den Olympischen Winterspielen 2006 im italienischen Turin mit einer Delegation von vier Athleten teil.

## Flaggenträger
Die alpine Skirennläuferin Neha Ahuja trug die Flagge Indiens sowohl während der Eröffnungs- als auch bei der Abschlussfeier.

## Teilnehmer nach Sportarten

### Rennrodeln
- Shiva Keshaven
Einsitzer, Männer: 25. Platz – 3:31,937 min

### Ski Alpin
- Neha Ahuja
Riesenslalom, Frauen: 42. Platz – 2:41,31 min
Slalom, Frauen: 51. Platz – 1:56,16 min
- Hira Lal
Riesenslalom, Männer: dnf

### Ski Nordisch
- Bahadur Gupta
Langlauf, 1,325-km-Sprint Freistil, Männer: 78. Platz